# Leopold I. Belgijski
Leopold I. (Coburg, 16. prosinca 1790. – Laken, 10. prosinca 1865.), prvi belgijski kralj
Vladao od 1831. Potjecao je iz kuće Saska-Coburg-Gotha. U redovima ruske vojske borio se protiv Napoleona (1813. – 14.). Poslije proglašenja belgijske neovisnosti 1830., Nacionalni kongres ga je 1831. izabrao za prvog kralja neovisne Belgije. Otac belgijskog kralja Leopolda II.

## Vanjske poveznice
|  | Zajednički poslužitelj ima još gradiva o temi Leopold I. Belgijski |